# 三重県道738号神川五郷線
三重県道738号神川五郷線（みえけんどう738ごう かみかわいさとせん）は、三重県熊野市内を通る一般県道である。

## 概要

### 路線データ
- 起点：三重県熊野市神川町神上321番地の1[1][2]（三重県道34号七色峡線交点）
- 終点：三重県熊野市五郷町桃崎字見初511-1番地先[1][2]（国道169号・国道309号交点）

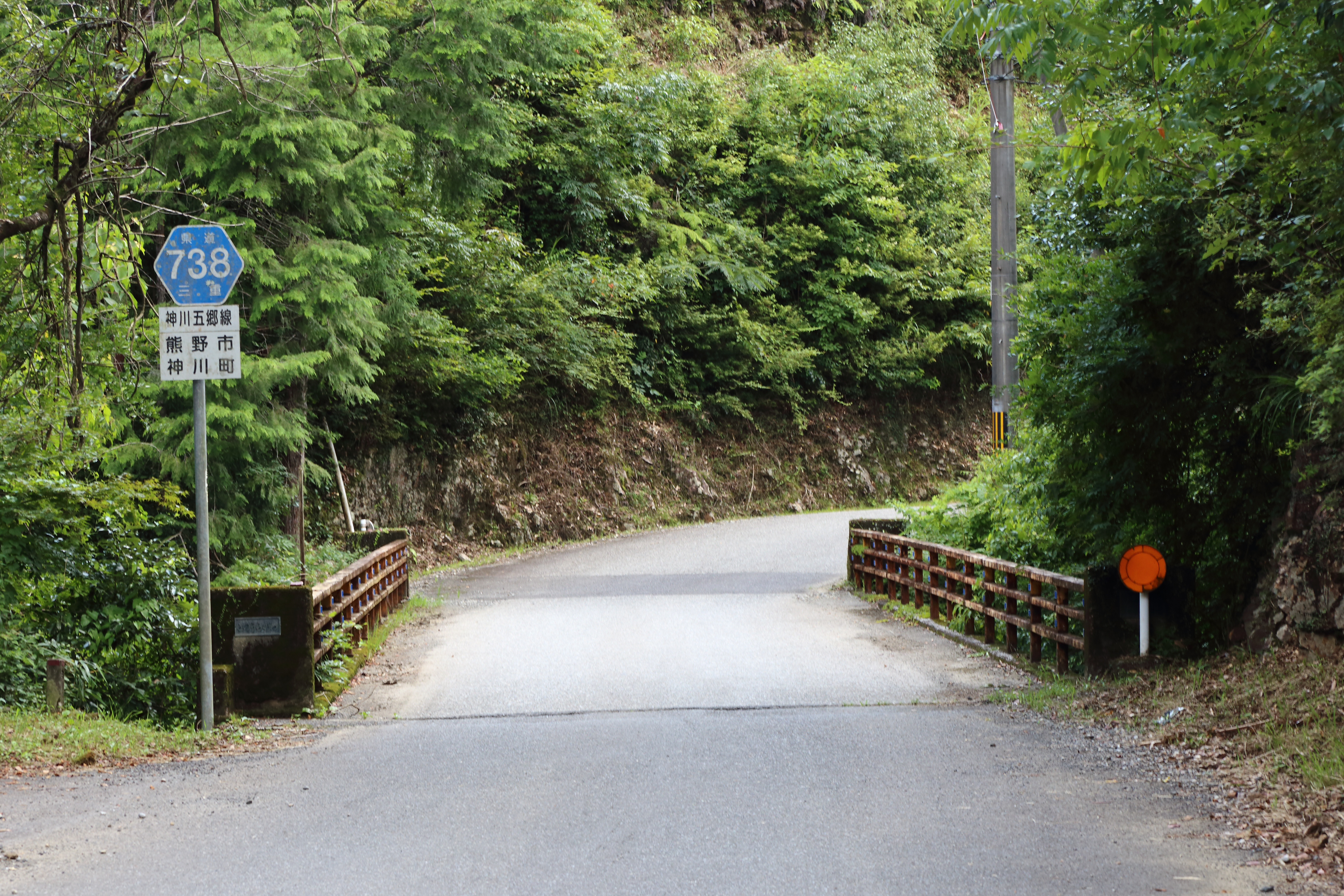
熊野市バス　殿浦口バス停付近

## 沿革
- 1959年（昭和34年）
  - 1月25日  - 認定[3]
    - 起点：三重県熊野市神川町
    - 終点：三重県熊野市五郷町

  - 3月31日 - 道路区域の決定[4]

三重県熊野市神川町字長原高野4番地先 から
三重県熊野市五郷町字桃崎見初621番地先 まで（延長 7,660.00m）
- 1967年（昭和42年）8月10日
  - 道路区域の変更[5]（経路の変更、起点の変更）

三重県熊野市神川町字長原高野4番地先 から
三重県熊野市五郷町大井谷口垂谷31番地先 まで（延長 5,221.00m）
を
三重県熊野市神川町神上321番地の1 から
三重県熊野市五郷町大井谷口垂谷31番地先 まで（延長 5,453.00m）
に変更（路線を 232.00m 延長）
- （時期不明）
  - 道路の供用開始[6]

三重県熊野市神川町神上321番地の1 から
三重県熊野市五郷町桃崎1355番地の2 まで
- 1981年（昭和56年）12月1日
  - 道路区域の変更[7]（経路の変更、終点の変更）

三重県熊野市五郷町桃崎字湯屋1639-1番地先 から
三重県熊野市五郷町桃崎字見初621番地先 まで（延長 1,020.00m）
を
三重県熊野市五郷町桃崎字湯屋1639-1番地先 から
三重県熊野市五郷町桃崎字見初511-1番地先 まで（延長 367.10m）
に変更（路線を 652.90m 短縮）
- - 道路の供用開始[8]

三重県熊野市五郷町桃崎字湯屋1639-1番地先 から
三重県熊野市五郷町桃崎字見初511-1番地先 まで

## 地理

### 通過する自治体
- 三重県熊野市

### 接続する道路
- 三重県道34号七色峡線（起点：熊野市神川町神上、熊野市バス清流・那智黒石の里線「渡」バス停付近）
- 国道169号（熊野市神川町神上（七色ダム東詰） - 熊野市五郷町桃崎（終点）で重複）
- 国道309号（終点：熊野市五郷町桃崎、桃崎大橋北詰）

### 周辺
- 七色ダム（熊野川水系北山川）
- 電源開発 七色発電所
- 吉野熊野国立公園
- 奥瀞（瀞峡）
- 七色峡
- 熊野市立神上中学校
- 熊野市立五郷中学校
- 熊野市立五郷小学校
- 五郷郵便局
- 熊野石蔵美術館

## その他
- ゼンリンデータコム提供の電子地図では、当県道は記載されていない。